# Gimme Love (Joji)
Gimme Love è un singolo del cantante giapponese Joji, pubblicato il 16 aprile 2020 come terzo estratto dal secondo album in studio Nectar.

## Composizione
Il brano è composto concettualmente e musicalmente da due parti: la prima, prodotta da Joji stesso, è stata descritta come «un inno pop appiccicoso con una voce spettrale», mentre la seconda, prodotta da Bēkon e The Donuts, è una svolta «tetra» e «orchestrale».

## Video musicale
Il videoclip è stato pubblicato in concomitanza con l'uscita del singolo, il 16 aprile 2020. Diretto da Joji stesso e Andrew Donoho, mostra degli spezzoni di vita di uno studente che diventa un decorato ingegnere. Alla fine di tutto, si ritrova solo e senza speranze, mentre dirotta un razzo e parte per lo spazio; riprende quindi il tema già presente nei video dei precedenti singoli  Sanctuary e  Run.

## Tracce
Testi di George Miller, Daniel Tannenbaum, Sergiu Gherman, Tyler Mehlenbacher, Daniel Krieger, musiche di Miller, Bēkon e The Donuts.
1. Gimme Love – 3:34

## Formazione
- George Miller − voce, testo, produzione
- Bēkon − produzione
- The Donuts − produzione
- Francisco Ramirez − registrazione, missaggio
- Rob Kinelski − missaggio
- Chris Athens − mastering

## Classifiche
| Classifica (2020) | Posizione massima |
| ----------------- | ----------------- |
| Canada            | 82                |
| Estonia           | 18                |
| Irlanda           | 90                |
| Lituania          | 7                 |
| Portogallo        | 172               |
| Regno Unito       | 86                |
| Stati Uniti       | 101               |